# Centola
Pour l’article homonyme, voir Damon Centola.
Centola est une commune italienne de la province de Salerne, dans la région Campanie.

## Administration
| Période                                  | Période | Identité | Étiquette | Qualité |
| ---------------------------------------- | ------- | -------- | --------- | ------- |
|                                          |         |          |           |         |
| Les données manquantes sont à compléter. |         |          |           |         |

### Hameaux
Forìa, Palinuro, San Nicola, San Severino.

### Communes limitrophes
Camerota, Celle di Bulgheria, Montano Antilia, Pisciotta, San Mauro la Bruca.